# Анастасия (родник)
Анастасия (также Святой Анастасии) — родник в Крыму, на территории большой Алушты, в верховье балки Ай-Андрит, одного из притоков реки Улу-Узень Восточный. Находится на юго-восточном склоне массива Тырке, на высоте 576 м над уровнем моря.

## Описание
Дебет источника, по сведениям Партии Крымских Водных Изысканий на 1913—1916 год, в отчёте «Материалы по водным изысканиям в Крыму. Гидрометрический отдел. Выпуск 3. Источники горной части Крымского полуострова. Часть V. Источники Алуштинского, Куру-узеньского и Отузского гидрометрических районов», на 1914 год определён в 45190 вёдер в сутки (около 6,5 л/сек), Николай Рухлов в труде «Обзор речных долин горной части Крыма» 1915 года, приводит цифру в 53360 вёдер (7,6 л/сек), температура воды была установлена в 11,4 °C. У Ю. А. Листова 19 августа 1888 года температура составила 9,8 °C. А. Мамин в работе «Отчет по исследованию Караби-Яйлы и обоих её склонов в 1929 г.» определял дебет в 30000 вёдер в сутки, он же применял вариант названия родника Анастаси. Современными методами температура определена в 10,8 °C. В 1970-х годах, при устройстве современного водопровода в село Генеральское, построен стандартный для водозаборных источников этого района белый каптажный домик (с номером 507), который со временем изрядно обветшал. В 2010-х годах над источником началось строительство часовни, путь к ней отмечен крестом на дороге от Генеральского, на сентябрь 2020 года часовня Святой Анастасии Узорешительницы закончена.

## В путеводителях
Источник Анастасии встречается в «Путеводителе по Крыму для путешественников» М. А. Сосногоровой 1871 года, где, наряду с церковью св. Андрея упоминается «…другая древняя церковь с остатками стен на арках и с развалинами построек и также с источником чистой воды…», откуда сведения о церкви или монастыре, с припиской по-видимому, при источнике Анастасии (подтверждений их существованию нет) перекочевали в «Путеводитель по Крыму» А. Безчинского 1904 года.